# تابستان طلایی، ایگل‌مونت
تابستان طلایی، ایگل‌مونت (انگلیسی: Golden Summer, Eaglemont) یک نقاشی رنگ روغن از نقاش هنرمند استرالیایی آرتور استریتن می‌باشد که در سال ۱۸۸۹ طرح گردید. نقاشی در طول خشکسالی تابستان و در زمانی که هنرمند ۲۱ ساله بود خلق گردید. این اثر هنرمند یک نمای شاعرانه روشن، به همراه دشت موج‌دار در مناطق روستایی هایدلبرگ از حومه ملبورن می‌باشد. طبیعتی کاملاً شعرگونه و تلاش هوشمندانه استریتن برای بیان آن باعث ایجاد حماسی‌ترین اثر هنرمند گردیده. به عنوان یک مثال برجسته از خط مشی هنرمند می‌توان به تمایز رنگ پُرمایه آبی و طلایی پالت نقاش اشاره داشت به گونه‌ای که آنچه وی در نظر گرفته تجسم «طرح طبیعت رنگین استرالیا» است. این اثر هنرمند یکی از معروف‌ترین کارهای وی می‌باشد و به عنوان یک شاهکار مکتب هایدلبرگ شناخته می‌شود.